# Saga
Saga (phiên âm : Sử ca) là hình thức sử thi thế tục khởi phát và thịnh hành tại Bắc Âu.

## Thuật ngữ
Saga vốn là tự dạng phổ biến nhất, ngoài ra còn søga (Føroyar), soge (Na Uy) đều hàm nghĩa "sử thi" hoặc "huyền thoại". Người Thụy Điển cũng đề xuất thuật ngữ konstsaga, nghĩa là "dân thoại". Theo nghĩa hẹp, saga gồm cả huyền sử và thực sử, được minh diễn bằng văn vần.
Saga được học giới tạm chia mấy chủ đề sau :
- Truyền kì (fornaldarsögur)
- Quân vương (konungasögur)
- Thánh tích (heilagramannasögur, biskupasögur)
- Kị sĩ (riddarasögur)
- Dân tục (Íslendingasögur, samtíðarsögur, samtímasögur)

## Lịch sử

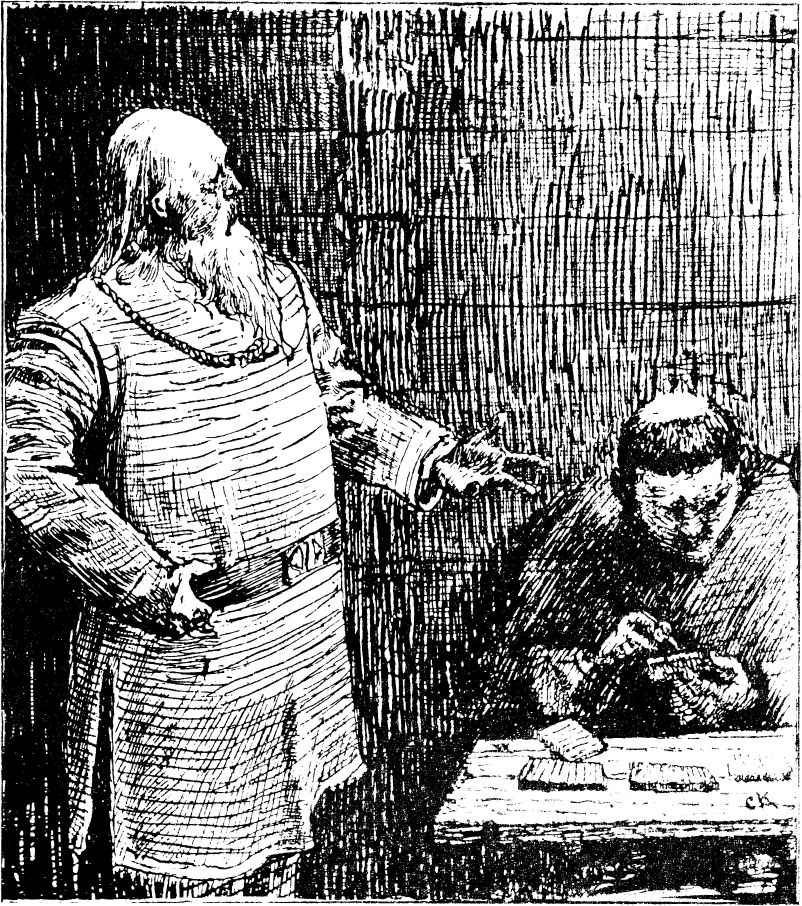
Họa phẩm chân dung Snorri Sturluson (1179 - 1241), nhà biên khảo saga trứ danh Băng Đảo.

Truyền thống văn học Bắc Âu đã khởi nguyên từ tiền Cơ Đốc, căn bản lưu lại qua thời gian bằng hai thể loại edda và saga, chủ yếu thông qua trí nhớ bởi lúc này văn tự chưa phổ cập. Trong khi edda là những bài thơ ngắn và thường lưu hành trong giới quyền quý, thì saga thuộc về giai cấp bình dân với cấu trúc phức tạp hơn.
Ở nguyên bản, edda là sự ghi nhớ những làn điệu biểu diễn, còn saga thuần túy là huyền thoại được kể trong những kì nghỉ đông dài để xua bớt nỗi buồn chán, sự cô quạnh. Ở thời hoàng kim, saga rất phong phú tính tự sự. Nội dung thường đề cập đến những tráng sĩ chinh phục tự nhiên, những thần tiên, quái vật đầy dẫy trên rừng núi và ngoài bể cả. Vì thế, saga cũng được coi là hình thức sáng tác và chuyển tải thần tích sinh động nhất, hay nói cách khác, là dưỡng chất phát triển thần thoại Bắc Âu.
Saga bắt đầu vượt ra ngoài không gian Bắc Âu nhờ những chuyến thám hiểm của người Viking thế kỉ IX-XI. Văn hóa saga dần trở nên suy tàn chỉ khi các triều đình Bắc Âu lần lượt rửa tội theo Công giáo. Saga mất đi sức ảnh hưởng cùng với các dị giáo và chính thức mai một khỏi sinh hoạt dân gian là từ đại dịch Tử Thần Đen (thế kỉ XIV).
Mãi tới nửa sau thế kỉ XIX, nhờ nỗ lực của nhạc gia Richard Wagner và một số nhà ngữ văn học, saga được quan tâm dần trở lại cùng với sự phục hưng truyền thống thần thoại Bắc Âu.

## Văn hóa
Ngày nay, saga là chủ đề nghiên cứu hấp dẫn trong học giới về tiến trình phát triển ngôn ngữ Bắc Âu, đồng thời cung cấp cái nhìn hầu như hoàn bị về phong tục tập quán các sắc tộc Bắc Âu ở thời bán khai.

## Liên kết
1. ↑  Dictionary of Old Norse Prose/Ordbog over det norrøne prosasprog (Copenhagen: [Arnamagnæan Commission/Arnamagnæanske kommission], 1983–), s.v. '1 saga sb. f.'.
2. ↑  Snorres Ynglingasaga (Fotevikensmuseum)
3. ↑  "saw, n.2.", OED Online, 1st edn (Oxford: Oxford University Press, December 2019).
4. ↑  "saga, n.1.", OED Online, 1st edn (Oxford: Oxford University Press, December 2019).
5. ↑  J. R. R. Tolkien's The Lord of the Rings series was translated into Swedish by Åke Ohlmarks with the title Sagan om ringen: "The Saga of the Ring". (The 2004 translation was titled Ringarnas herre, a literal translation from the original.) Icelandic journalist Þorsteinn Thorarensen (1926–2006)  translated the work as Hringadróttins saga meaning "Saga of the Lord of the Rings".

### Tư liệu
- Icelandic Saga Database
- Old Norse Prose and Poetry
- The Icelandic sagas at Netútgáfan